# Haapaniemi, Kisko
Haapaniemi gård eller Aspenäs gård är en medeltida frälsegård i Kisko i Egentliga Finland. Gården är idag en skyddad ruin.
Haapaniemi gård ägdes på 1460-talet av lagmannen Kristiern Frille. Efter hans död 1472 skrev sig hans bror Matts Frille till gården och sedan gick gården vidare till Kristers dotter Kristina. Hon var gift med lagmannen Klas Henriksson (Horn) men efter hans död 1520 till åtminstone 1530 bodde hon på Haapaniemi tillsammans med sin son lagmannen Henrik Klasson (Horn) (1512-1595). Det är sannolikt Henrik som uppförde stenbyggnaden på Haapaniemi. Haapaniemi ärvdes av sonen Arvid och gick vidare i ätterna Horn, Kruse och Fleming tills den år 1732 såldes ur släkten.
Stenhuset på Haapaniemi är byggt i gråsten och med detaljer i tegel. Bevarad är källarvåningen och en del av första våningen. Den äldre delen av källaren har två valv av kilsten och har ytan 7 x 14 m och är möjligen från Frilles tid. I det andra byggnadsskedet förstorades husgrunden till 13 x 18 m och källaren fick tre rum till och en inre trappa till övre våningen. Det tredje skedet är från omkring 1560 och då fogades ett trapphus till byggnaden och i första våningen som bestod av två rum och två kammare byggdes breda öppna spisar. Hela huset torde ha byggts i tre våningar. Det förstördes under Stora nordiska kriget och ersattes av en timrad gårdsbyggnad strax efter kriget.